# Savigno
Savigno est une commune italienne de la ville métropolitaine de Bologne, dans la région Émilie-Romagne.
Le 1er janvier 2014, elle est intégrée à la commune de Valsamoggia à la suite du regroupement des communes  de Bazzano, siège communal, Castello di Serravalle, Crespellano, Monteveglio et Savigno.

## Administration
| Période                                  | Période | Identité | Étiquette | Qualité |
| ---------------------------------------- | ------- | -------- | --------- | ------- |
|                                          |         |          |           |         |
| Les données manquantes sont à compléter. |         |          |           |         |

### Communes limitrophes
Castello di Serravalle, Marzabotto, Monte San Pietro, Vergato, Zocca